# Raznokrili kačji pastirji
Raznokríli káčji pastírji (znanstveno ime Anisoptera) so nižji red v redu kačjih pastirjev Odonata in jih spoznamo po velikih sestavljenih očeh, dveh parih močnih prosojnih kril, ki jih ob mirovanju držijo vodoravno, in podolgovatem trupu. Te žuželke se običajno prehranjujejo s komarji, mušicami in drugimi majhnimi žuželkami, kot so čebele in metulji. Ker so njihove ličinke (poznane tudi kot nimfe) vodne živali, jih najdemo v bližini jezer, mlak, potokov in močvar. Raznokrili kačji pastirji človeka ne pičijo niti ne ugriznejo. Pravzaprav so kot plenilci, ki pomagajo nadzorovati populacije žuželk, npr. komarjev, zelo pomembni.